# مری هاکدی

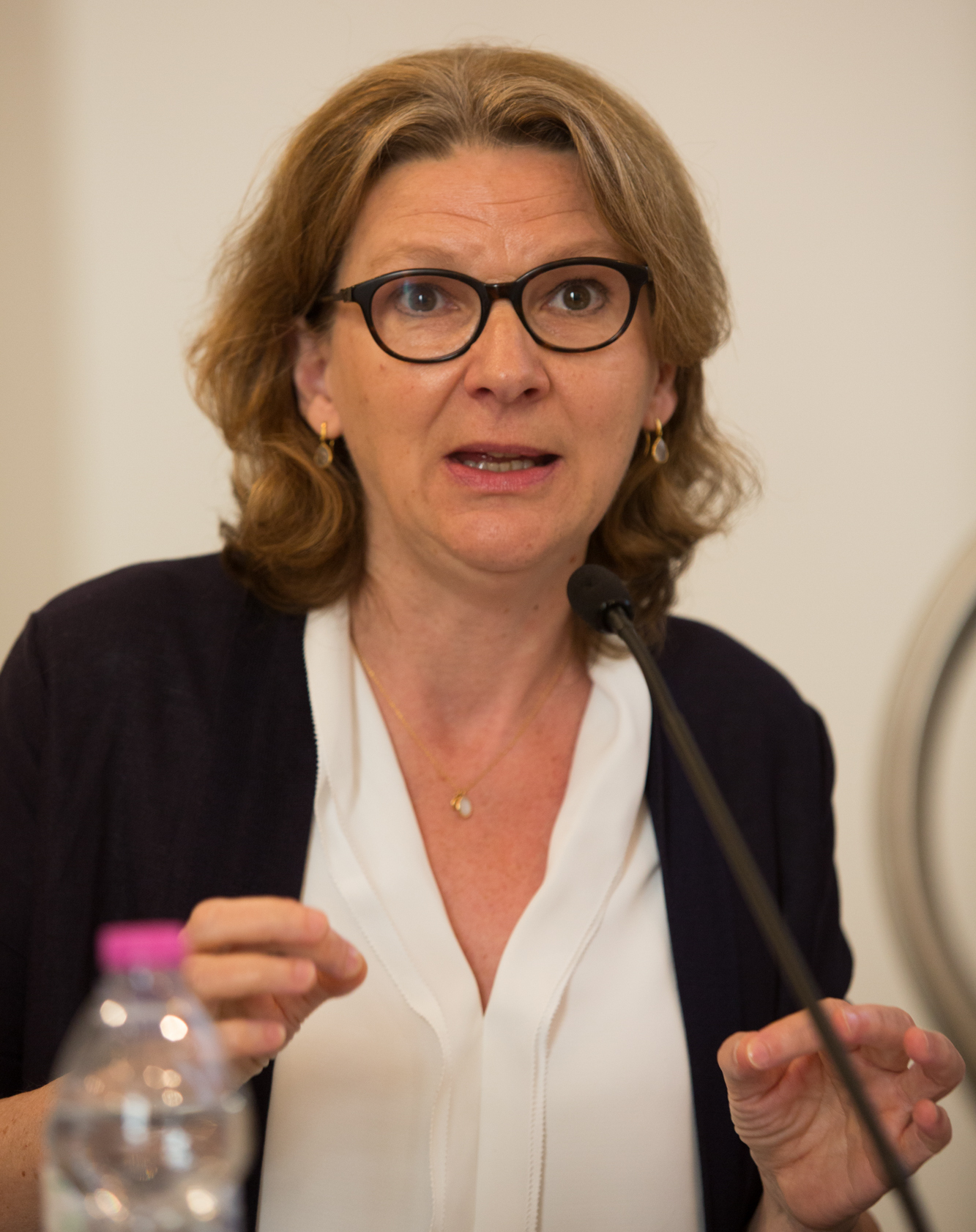
نگارهٔ مری هاکدی، روزنامه‌نگار بریتانیایی - ۲۰۱۷

مری هاکدی (انگلیسی: Mary Hockaday؛ زادهٔ ۱۹۶۲) یک روزنامه‌نگار بریتانیایی است. در حال حاضر او ناظر سرویس جهانی بی‌بی‌سی-انگلیسی است. او قبلاً رئیس اتاق خبر چند رسانه‌ای بی‌بی‌سی بود.

## اوایل زندگی
او در آکسفورد زاده شد.

## حرفه
مری هاکدی در ۱۹۸۶ به عنوان کارآموز در سرویس جهانی بی‌بی‌سی پیوست. او به عنوان یک خبرنگار در در اوایل ۱۹۹۰ در پراگ کار کرد و به عنوان یک خبرنگار، سردبیر و تهیه‌کننده برای اخبار سرویس جهانی کار کرده‌است. همچنین او سردبیر جهان امروز بود.